# Xenosaga
Xenosaga (jap. ゼノサーガ Zenosāga) ist eine Serie von Videospielen, die von Monolith Soft entwickelt und von Namco veröffentlicht wurde. Die Hauptgeschichte spielt sich in einer dreiteiligen Serie auf der Spielekonsole PlayStation 2 ab. Es gibt auch einige Andeutungen in Richtung Xenogears von Square (jetzt Square Enix), das jedoch nur in den USA und Japan erschien, es gibt jedoch nur indirekte Zusammenhänge. Der Erfinder beider Teile ist Tetsuya Takahashi, der Square im Jahre 1999 zusammen mit Hirohide Sugiura verließ. Mit Namco als Sponsor gründeten sie Monolith Soft und das Xenosaga-Projekt.
Der erste Teil der Reihe Episode I: Der Wille zur Macht kam im Februar 2002 auf den japanischen Markt und genau ein Jahr später auf den amerikanischen. Als Spiel selbst schaffte es dieser Teil nicht nach Europa. Im Juni 2004 folgte in Japan Episode II: Jenseits von Gut und Böse, welches im Februar 2005 in Nordamerika erschien. Erstmals schaffte es dieser Teil Ende 2005 nach Deutschland. Da die Geschichte des Vorgängers jedoch in Deutschland nicht bekannt war, wurde das Spiel in einer Extraversion mit einer DVD geliefert. Diese enthielt die wichtigsten Sequenzen des ersten Teiles. Da die Teile von Xenosaga eher als ein interaktiver Anime statt eines normalen RPG durchgingen, war es so möglich, sämtliche Wissenslücken zu schließen. Der letzte Teil der Serie Episode III: Also sprach Zarathustra erschien am 29. August 2006 in Amerika. Im Vergleich zu den ersten beiden Teilen wurde die Menge der Zwischensequenzen stark gesenkt, was dem Spielfluss zugutekam.
Alle drei Teile der Reihe sind nach Büchern von Friedrich Wilhelm Nietzsche benannt. Die Spiele enthalten auch Anspielungen auf seine Philosophie.

## Geschichte
Im Jahre T.C. 4767 existiert die Menschheit nur noch weit verzweigt auf fernen Planeten und künstlichen Kolonien. Die Erde existiert bereits nicht mehr; sie wurde von allen Sternenkarten gelöscht und umbenannt in „Lost Jerusalem“. Der Hauptpunkt im All ist nun Fifth Jerusalem, wo die Galaxy Federation ein Auge auf die Menschheit hat.
Seit 14 Jahren werden menschliche Kolonien von Aliens namens Gnosis attackiert. Es wird überliefert, dass sie von einem Wissenschaftler namens Joachim Mizrahi während des Miltian Conflict von T.C. 4753 in das Universum gebracht wurden. Hinter dieser Geschichte steckt jedoch mehr, als die Öffentlichkeit vermutet.
Seit dem Miltian Conflict weckt ein Artefakt namens Zohar das Interesse vieler Forscher. Viele Fraktionen, darunter die Untergrundgesellschaft Ormus und die Galaxy Federation, streben danach, seine Macht zu besitzen. Beide Gruppen glauben dabei an zwei Dinge: Zum einen scheinen die Gnosis sehr interessiert an dem Objekt zu sein und zum anderen ist der Zohar eine mächtige Kraftquelle und das Gefängnis des U-DO, eines seltsamen wellenförmigen Wesens. Nun glauben beide Gruppen, der Zohar könnte die Gnosis vernichten und ihnen unbegrenzte Macht bescheren. Tests am Zohar wurden von Joachim Mizrahi, der Galaxy Federation und einem mysteriösen Ormus-Wissenschaftler namens Sellers durchgeführt. Das Ergebnis dieser Tests waren sogenannte Zohar Emulators, Kopien des Zohars, die während des Miltian Conflict verschwunden waren. Bei einem Experiment mit einem solchen Emulator kam es zum Verschwinden des Planeten Ariadne. Nun versuchen beide Gruppen, die Ormus-Gesellschaft und die Galaxy Federation, den originalen Zohar zu finden, der nach dem Miltian Conflict auf dem ebenfalls in eine andere Dimension verbannten Planeten Alt-Miltia versiegelt wurde.
Der einzige Weg nach Alt-Miltia ist in den Y-Data beschrieben, welche von einer Realianerin der 100er-Serie namens MOMO getragen werden. Die Ormus-Gesellschaft sieht den einzigen Weg, an die Y-Data zu kommen darin, die Galaxy-Föderation auszutricksen. Dies gelingt ihr nur mit der Hilfe vieler Suborganisationen.
In der Zwischenzeit versucht Vector Industries, der größte Lieferant und Hersteller von Waffen und Rüstungen der Galaxy-Föderation, unter Verwendung neuester Nanotechnik einen Androiden namens KOS-MOS zu erschaffen.

## Charaktere
Xenosaga enthält eine Reihe von Charakteren, die sich während der Geschichte weiterentwickeln. Die meisten sind für die Handlung und deren Fortschritt sehr wichtig. Hier kommt eine kurze Zusammenfassung aller wichtigen Charaktere:
Shion Uzuki: Shion ist Chefingenieur der ersten R&D-Abteilung bei Vector Industries. Sie ist die Hauptdesignerin im
KOS-MOS-Projekt und ist zudem spezialisiert auf Realian-Technologie. Im Laufe der Handlung distanziert sie sich von Vector und versucht ihren eigenen Platz in dieser Handlung zu finden.
KOS-MOS: KOS-MOS ist ein weiblicher Kampfandroid, der von Vector Industries entwickelt wurde (hauptsächlich von Shion und Kevin Winnicott). Zwei Jahre vor Episode I gab es einen Unfall, bei dem KOS-MOS außer Kontrolle geriet, mehrere Menschen tötete und zerstört wurde. Ihr Name steht für "Kosmos Obey Strategical Multiple Operation Systems"
Ziggurat 8: Ein Cyborg, der sich eine Gedächtnislöschung wünscht, da er in seiner Vergangenheit traumatische Erlebnisse hatte. Während Episode I freundet sich Ziggurat 8 mit MOMO an, die ihm den Spitznamen Ziggy gibt. In Episode II erfährt man weitere Details zu seiner Vergangenheit.
MOMO: Ein weiblicher Observations-Realianer der 100er-Serie. Entwickelt wurde sie von Joachim Mizrahi, der sie nach dem Ebenbild seiner Tochter Sakura formte. MOMO wird von der U-TIC Organization gefangen genommen, da sie wichtige Daten trägt – die Y-Datas. Im Laufe der Handlung freundet sie sich mit Ziggurat 8 an und baut eine enge Beziehung zu Jr. auf. Ihr Name ist ein Kürzel für "Multiple Observative Mimetic Organicus"
chaos: Ein weißhaariger Junge und Mitglied der Elsa-Crew. Sein Name wird nie kapitalisiert und scheint auch nur ein Deckname zu sein. Am Ende von Episode II wird er von einem der nichtspielbaren Charaktere mit Yeshua angesprochen.
Jr. (Rubedo): Jr. Ist einer der U.R.T.V.s, die den Miltian Conflict überlebt haben. Er ist auf Grund seiner modifizierten Gene ein Kind geblieben. Er ist der Leiter der Kukai Foundation, sein U.R.T.V-Bruder Gaignun (Nigredo) ist Gründer selbiger. Während der Handlung baut er eine Beziehung zu MOMO auf.
Jin Uzuki: Shions älterer Bruder. Er war einst Kommandeur der Galaxy-Föderation und versuchte das Geheimnis des Miltian Conflicts zu lösen. In Episode II tritt er der Gruppe bei.
Albedo: Albedo ist der Zwillingsbruder von Jr. und ebenfalls ein U.R.T.V. Er wurde mit der Fähigkeit geboren, sich zu regenerieren, lebte mit der steten Angst, eines Tages allein zu sein und fühlte sich wie ein Monster.
Allen Ridgely: Er ist Shions rechte Hand. Während Shion ihn nur als guten Freund ansieht, ist er in sie verliebt. In Episode III ist es möglich, ihn für kurze Zeit ins Team zu nehmen.
Miyuki Itsumi: Eine Kollegin und Freundin von Shion, die im ersten und zweiten Teil kurze Auftritte hat. Sie ist die Erfinderin von Shions Waffen und ist zu Beginn von Episode III ein Teil der Gruppe.

## Haupttrilogie

### Xenosaga Episode I: Der Wille zur Macht
Episode I hat die Funktion, in die Geschichte einzuführen. Es stellt die Charaktere, die bisherige Handlung sowie die ersten Probleme vor. Offene Fragen (Unabgeschlossenheit der Handlungsstränge; Hintergrund und Motivation der Charaktere; Betreiber der Verschwörung der U-TIC-Organisation) sollen die Spieler dazu animieren, Episode II ebenfalls zu kaufen.
Der erste Teil der Reihe heimste sowohl Lob als auch Tadel ein. Dennoch weist es für RPG-Fans viele neue Features und ein bisher noch nie dagewesenes Kampfsystem auf. Der Soundtrack stammt von Yasunori Mitsuda und dem London Philharmonic Orchestra.

### Xenosaga Episode II: Jenseits von Gut und Böse
Episode II startet genau da, wo Episode I aufhört. In diesem Teil werden die Hintergrundgeschichten der Charaktere Albedo, Nigrego/Gaignun, and Rubedo/Jr. näher beleuchtet und weitere geheime Organisationen wie Ormus und Hyams werden aufgedeckt. Die Gnosis spielen in diesem Teil eher die zweite Geige, stattdessen rückt die Suche nach dem Zohar in den Vordergrund.
Episode II weist einige Unterschiede zum ersten Teil auf: ein verändertes Kampfsystem, eine andere Grafik und kürzere Cutszenen. Nachdem Episode II erschienen war, wurden viele Monolith-Soft-Angestellte von diesem Projekt abgezogen.

### Xenosaga Episode III: Also sprach Zarathustra
Xenosaga Episode III spielt ein Jahr nach dem zweiten Teil. Alte und neue spielbare Charaktere kommen darin vor. Im September 2005 wurde endgültig bestätigt, dass dieser Teil der letzte sein wird, obwohl ursprünglich sechs Teile geplant waren. In Japan erschien der dritte Teil am 6. Juli und in Amerika am 29. August 2006. Eine europäische Veröffentlichung wurde aufgrund der schwachen Verkaufszahlen des Vorgängers nicht vorgenommen.
Alle Personen, die das Spiel in Japan vorbestellt haben, erhielten eine Bonus-DVD mit dem Namen "Xenosaga Alle spezielle DVD", wobei der im Land der aufgehenden Sonne gebräuchliche Titel beweist, dass die deutsche Sprache dort sehr beliebt ist.
Die Protagonistin des Rollenspiels ist erneut Shion Uzuki, welche mit Hilfe ihrer Freunde Jin Uzuki, Jr. Gaignun, M.O.M.O., chaos, Ziggy und KOS-MOS versucht, den letzten Geheimnissen der Gnosis und der Firma Vector Inc. auf den Grund zu gehen.
Screenshots und Trailer zeigen das neue Charakterdesign der Protagonisten. Dieses Design ist eine Mischung aus dem ersten und dem zweiten Xenosaga, was bedeutet, dass es nicht zu realistisch und nicht zu comic-artig gestaltet worden ist.
Für die Musik ist, wie schon im zweiten Xenosaga, Yuki Kajiura verantwortlich. Shinji Hosoe, welcher die Zwischenmusik in Xenosaga Episode II komponiert hatte, ist aufgrund von zahlreicher Kritik im dritten Xenosaga nicht mehr für diese zuständig. Das heißt also, dass Yuki Kajiura diesmal die gesamte musikalische Untermalung für Xenosaga Episode III übernimmt.
Das Kampfsystem ähnelt mehr dem aus Xenosaga Episode I, was bedeutet, dass die beliebten "Tech"-Angriffe wieder vorhanden sind. Die Kampfbefehle werden nicht mit Hilfe der Buttons eingegeben, sondern wie in Final Fantasy X normal im Menü erteilt.
In Xenosaga Episode III sind auch Canaan, Miyuki Itsumi und Allen Ridgely spielbare Charaktere. Eine große Rolle spielt auch T-elos, die Gegenspielerin von KOS-MOS.
Mit Doctus übernimmt eine völlig neue Person ebenfalls eine größere Rolle in Episode III.
Aus dem neuen E3-Trailer von 2006 geht hervor, dass die Protagonistin Shion Uzuki wieder von Lia Sargent synchronisiert wurde, welche Shion auch schon in Xenosaga Episode I ihre Stimme geliehen hatte. Weiterhin ist bekannt, dass die Sprecherin von KOS-MOS aus Episode I, Ruby Marlowe, diesmal T-elos ihre Stimme verleiht. Spekulationen zufolge soll diese allerdings auch KOS-MOS sprechen, was bedeuten würde, dass KOS-MOS und T-elos beide von Ruby Marlowe gesprochen werden.
Auch ein neues Mini-Game namens "GeMix?!" bzw. "Hakox" (amerikanische Version), welches in Xenosaga Episode III für Spaß und Unterhaltung abseits des Hauptplots sorgen soll, ist enthalten.

## Nebengeschichten

### Xenosaga: Pied Piper
Dieses Spiel ist in Japan als Handyspiel erschienen und beschäftigt sich mit der Geschichte des Cyborgs Ziggy, als er noch ein Mensch namens Jan Sauer war, der für die Antiterroreinheit der Galaxy Federation gearbeitet hat. Inhaltlich ist sie 100 Jahre vor Episode I angesiedelt. Das Spiel wurde erschaffen, um Geschichten wichtiger Charaktere wie Ziggy, chaos, Wilhelm, Voyager und Dr. Dimitri Yuriev zu erklären, da diese in Xenosaga viel zu kurz kommen. Soraya Saga beendete mit diesem Teil ihre Arbeit an der Xenosaga-Reihe.

### Xenosaga I & II
Der Originaltitel ist Xenosaga DS für den Nintendo DS. Sie erzählt die Geschichte der ersten beiden Teile in einer DS-Version mit ein paar Unterschieden, wie z. B. ein anderes Charakter-Artwork und ein paar Sequenzen, die neu sind oder ausgetauscht wurden.

### Xenosaga II to III: A Missing Year
A Missing Year ist der Titel einer aus sechs Teilen bestehenden Filmserie, die für kurze Zeit auf Namcos japanischer Website frei angeboten wurde und die einjährige Handlungslücke zwischen dem Ende von Episode II und dem Anfang von Episode III überbrückt. - Als Teaser für Episode III konzipiert, werden neben den bekannten Charakteren die Figur Doctus sowie ein junges Mädchen namens Nephilim eingeführt, die trotz des Namens augenscheinlich nicht mit der wiederkehrenden Figur aus den Hauptteilen identisch ist. Neben der Fortsetzung der Haupthandlung, dem Einführen zusätzlicher und später wiederkehrender Charaktere, eröffnet A Missing Year einige Hintergründe, welche die Geschehnisse der 3. Episode zum Teil verständlicher gestalten und zusätzliche Einblicke sowie Raum für Spekulationen über die Vergangenheit bieten. - Formell ist A Missing Year ausschließlich in japanischer Sprache produziert worden. Zwar wurde eine englische Übersetzung angekündigt, allerdings aus unbekannten Gründen letztlich nicht veröffentlicht oder in die Tat umgesetzt. Ferner stehen die Flash-Filme etwa seit der Veröffentlichung von Episode III nicht mehr offiziell zur Verfügung, erfreuen sich aber unter Fans der Serie regen Interesses und sind Quelle mehrerer Projekte, die sich der Übersetzung ins Englische gewidmet haben.

## Andere Xenosaga-Projekte
- Xenosaga – Der Anime
- Xenosaga – Der Manga